# دراکولا (مجموعه نمایش خانگی)
دراکولا عنوان فصل دوم مجموعه نمایش خانگی هیولا است که پخش آن از ۳ فروردین ۱۴۰۰ آغاز شد. مدت زمان قسمت‌های این فصل، در حدود ۵۵ دقیقه هستند. همانند فصل اول، نویسندهٔ این فصل امیر برادران و طراح و سرپر‌ست فیلم‌نامه پیمان قاسم‌خانی است.

## خلاصه داستان
ژاله کبیری همسر جدید کامران کامروا که ۳ سال است با او ازدواج کرده برای او جشن تولد گرفته و همهٔ آشنایان و دوستان را دعوت کرده تا ثروت خود را برای دیگران به نمایش بگذارد. کامران کامروا هم مؤسسهٔ خیریهٔ جدیدی برای کودکان کار راه‌اندازی کرده و مانند گذشته به پولشویی مشغول است و مهیار مهرافزون را به استخدام خود درآورده‌است.

## بازیگران و شخصیت‌ها

#### اصلی
| نام بازیگر      | نقش                          | توضیحات |
| --------------- | ---------------------------- | --- |
| مهران مدیری     | کامران کامروا/ کامبیز کامیاب | شوهر سابق فلور و پدر هوشمند. شوهر فعلی ژاله و الناز |
| ویشکا آسایش     | ژاله کبیری                   | ژاله کبیری همسر دوم کامروا و مادرخوانده هوشمند. ژاله زنی بسیار پولدار بوده که با سادگی تمام، همه اموالش را به‌نام کامروا زده و اختیارشان را به او سپرده‌است. اما، پس از سقوط هلیکوپتر و مرگ مشکوک کامروا متوجه می‌شود که هیچ پولی ندارد و همسرش تمام اموال او را فروخته‌است |
| اندیشه فولادوند | الناز نیک‌نظر                 | همسر سوم کامران کامروا |
| محمد بحرانی     | غضنفر چمچاره/ مهیار مهرافزون | همسر مینا |
| سیما تیرانداز   | مینا شرافت                   | همسر مهرافزون |
| نیما شعبان‌نژاد  | هوشمند کامروا                | پسر کامران کامروا |
| بهنام تشکر      | موفق                         | وکيل کامروا و همسرانش |
| امیرمهدی ژوله   | کامبیز کامیاب                | |

#### دوره‌ای
- گلاره عباسی در نقش مبینا
- فرنوش نیک‌اندیش در نقش میشا (مهوش)
- محمدرضا فرزام در نقش کارمند بانک
- مرجان مؤمنی در نقش آلاله
- حمید عباسی در نقش‌ سرباز جعفری
- احسان امانی در نقش سلیمی
- مرتضی زارع در نقش سرهنگ
- شکیلا سماواتی در نقش نیوشا کالفا
- حامد وکیلی در نقش جهانگیر مالکی
- گلاره دربندی در نقش گلاره
- حمزه کریمی در نقش آرمین توران (آرتور)
- محسن نیری در نقش بادیگارد چمچاره

## تولید
در سال ۱۳۹۹ اعلام شد که فصل دوم هیولا نیز درحال تولید است و امیر برادران درحال نگارش داستان مجموعه است. همچنین اعلام شد بیشتر بازیگرانی که در فصل اول حضور داشتند دیگر در فصل دوم حضور نخواهند داشت و تنها سه تن از بازیگران فصل اول برای بازی در فصل دوم تأیید شدند. در ۱۰ بهمن ۱۳۹۹ اعلام شد که مدیری، در سکوت مشغول ساخت فصل دوم هیولا است و چند روزی است که فیلم‌برداری‌اش آغاز شده، همچنین در ۱۲ اسفند تأیید شد که زمان پخش فصل دوم هیولا در نوروز ۱۴۰۰ خواهد بود و هنوز نام این فصل قطعی نشده‌است و برایش دو نام «هیولاها» و «دراکولاها» مطرح خواهد بود. همچنین در همان روز گفته شد که فیلم‌برداری مجموعه همچنان با گروه بازیگری جدید ادامه دارد. در ۲۵ اسفند اعلام شد که نام فصل جدید هیولا، «دراکولا» خواهد بود

## افتخارات

### بیست‌ویکمین دوره جشن حافظ
| قسمت                            | نامزد         | نتیجه    |
| ------------------------------- | ------------- | -------- |
| بهترین بازیگر زن کمدی تلویزیونی | ویشکا آسایش   | نامزدشده |
| بهترین بازیگر زن کمدی تلویزیونی | سیما تیرانداز | نامزدشده |

## بازخورد
در فصل اول و سریال هیولا بین داستان، معما و شخصیت سازی توازنی درست برقرار شده بود؛ ولی اینجا (سریال دراکولا) توازن قبلی از بین رفته و دراکولا در پرونده کاری  مهران مدیری کاری موفق محسوب نمی شود.

فصل دوم هیولا نمره متوسطی از منتقدان دریافت کرد و ضعیف تر از فصل قبل قرار گرفت. رسول خردمندی، منتقد وبسایت سرگرمی، نمره ۵٫۵ را به این فصل داد و میزانسن و دکوپاژ، طراحی لباس و دکور، ایفای نقش‌آفرینی‌های مهران مدیری و ویشکا آسایش، کاراکتر هوشمند و تعامل‌هایش با شخصیت‌ها، فلش‌بک‌های کارآمد و کارگردانی اپیزود ششم را مورد تحسین قرار داد. و هم‌چنین زیاده‌روی و افراط در به نمایش کشیدن عظمت عمارت، ناتوان بودن دو سه اپیزود ابتدایی در خنداندن مخاطب، کاریکاتوری بودنِ بیش از اندازهٔ اکثر شخصیت‌ها به ویژه خانم‌ها، وجود بیش از حدِ پلان‌های اضافی و تزئینی، ریتم به شدت کند روایت داستان در ۱۰ اپیزود اول، تکراری شدن داستان، بازی بسیار بد ژوله و شخصیت‌پردازی‌ش را مورد انتقاد قرار داد.
آرش خوشخو، منتقد سینما و سردبیر روزنامه هفت صبح در گفت‌و‌گو با خبرگزاری ایرنا، بازی ویشکا آسایش، گلاره عباسی و اندیشه فولادوند را ستود و نبود توازن در داستان و خط داستانی را مورد انتقاد قرار داد.

## حواشی

### اجرای ترانه مهتاب
مهران مدیری، در قسمت اول فصل دوم هیولا ترانه مهتاب از ویگن را اجرا کرد که مورد توجه کاربران فضای مجازی قرار گرفت.

## پخش
پخش دراکولا به‌صورت هفتگی و در روزهای سه‌شنبه ساعت ۲۰ بود و از ۳ فروردین ۱۴۰۰ آغاز شد. قرار بود پخش این فصل از ۱ فروردین آغاز شود، اما از ۳ فروردین آغاز شد.